# Tom Osborne (homme politique)
Pour les articles homonymes, voir Tom Osborne et Osborne.
Tom Osborne (né en 1964) est un homme politique canadien de Terre-Neuve-et-Labrador. Il est député provincial pendant 28 ans et député fédéral libéral de la circonscription terre-neuvienne de Cape Spear depuis 2025.
Il est aussi député provincial progressiste-conservateur de la circonscription terre-neuvienne de St. John's South (en) de 1996 à 2012, moment où il siège comme député indépendant. L'année suivante en 2013, il se rallie au Parti libéral. Réélu dans la nouvelle circonscription de Waterford Valley en 2015, il démissionne en juillet 2024. Au moment de sa démission et avec 28 ans de présence, il est le député ayant siégé le plus longuement à la Chambre d'assemblée de Terre-Neuve-et-Labrador,.

## Biographie
Né dans la capitale terre-neuvienne Saint-Jean de Terre-Neuve, Osborne est le fils de l'ancien député provincial Sheila Osborne (en). Avant d'entrée en politique, il travaille pour Statistique Canada, Small Business Entreprise et pour la Penney Group of Companies.

### Carrière politique

#### Politique provincial
Il est député provincial progressiste-conservateur de la circonscription terre-neuvienne de St. John's South (en) de 1996 à 2012, moment où il siège comme député indépendant. L'année suivante en 2013, il se rallie au Parti libéral. Réélu dans la nouvelle circonscription de Waterford Valley en 2015, il démissionne en juillet 2024. 

#### Opposition
Élu pour la première fois lors de l'élection de 1996, Osborne et les Progressistes-conservateurs (PC) siège dans l'opposition officielle à la suite de la victoire décisive des Libéraux de Brian Tobin. Réélu en 1999, le PC remporte 5 sièges de plus, mais demeure dans l'opposition.

#### Gouvernement
À la suite de la victoire du PC en 2003, le premier ministre Danny Williams nomme Osborne ministre responsable de l'Environnement et du Travail en février 2004. En mars 2006, il remplace John Ottenheimer (en) au ministère de la Santé et des Services communautaires. C'est durant son passage à la Santé que des erreurs sur des récepteurs d'hormones visant à détecter le cancer du sein se produisent et conduisent à la Commission Cameron (en), Commission d'enquête sur les tests des récepteurs hormonaux. 
En janvier 2007 et avec l'annonce de plusieurs ministres annonçant ne pas vouloir se représenter, Williams remanie son cabinet et nomme Osborne à la Justice en remplacement de Paul Shelley (en).
Réélu en octobre 2007, Jerome Kennedy (en) remplace Osborne à la Justice qui devient Vice-président des commissions de l'Assemblée législative.
En 2008, Osborne témoigne de son rôle en tant que ministre de la Santé lors de la Commission Cameron.

#### Opposition
Réélu en 2011, Osborne critique la gestion de la première ministre Kathy Dunderdale et siège comme indépendant à partir de septembre 2012,. 

#### Gouvernement Ball et Furey
Se ralliant aux Libéraux de Dwight Ball en août 2013 et suivant l'élection du parti en 2015, Osborne est rapidement nommé Président de l'Assemblée législative (en). Après deux ans et à la suite de la démission de Cathy Bennett (en), Osborne devient ministre des Finances en juillet 2017,. Réélu en 2019, le nouveau premier ministre Andrew Furey nomme Osborne ministre de l'Éducation en août 2020,.
Réélu en 2021, Osborne redevient ministre de la Santé et des Services communautaires en juillet 2021. Il annonce démissionner de la politique provinciale en mai 2024 et quitte officiellement en juillet,.

#### Politique fédérale
Osborne annonce son intention de ravir l'investiture libérale dans la circonscription de Cape Spear en mars 2025,.